# Cratere Orson Welles
Orson Welles  è un cratere sulla superficie di Marte.